# Memorial Maria Aragão
O Memorial Maria Aragão é um museu dedicado a preservar um acervo em homenagem à medica e ativista política maranhense Maria Aragão, localizado na cidade de São Luís. Foi projetado por Oscar Niemeyer e faz parte de um complexo que inclui a Praça Maria Aragão, um anfiteatro e um prédio de apoio.
Foi a primeira obra de Niemeyer projetada para o Norte e Nordeste do Brasil.

## Histórico

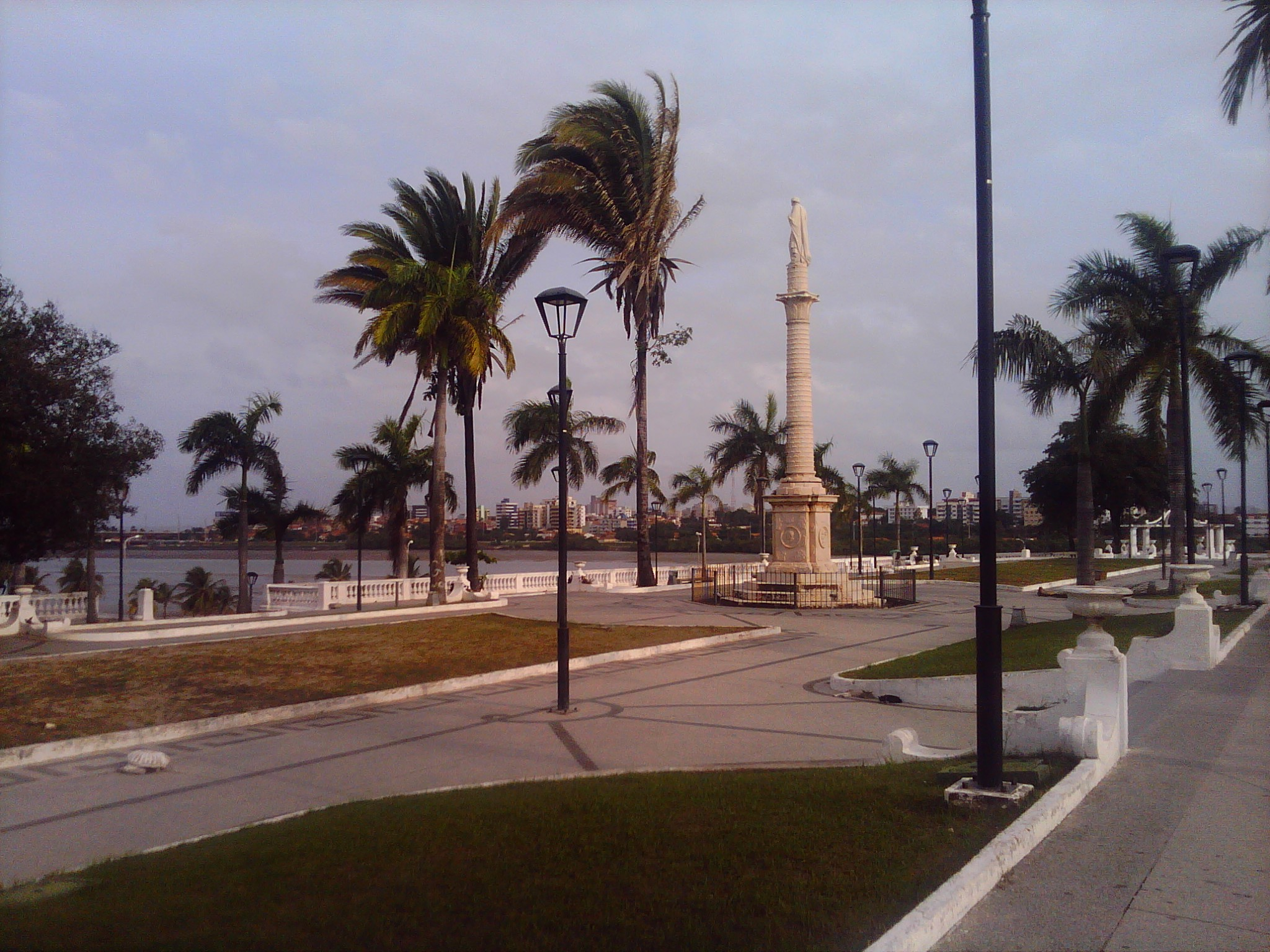
Praça Gonçalves Dias, localizada acima da Praça Maria Aragão.

Anteriormente, o local ocupado pelo Memorial era um terreno para manobras da antiga Estrada de Ferro São Luís-Teresina. Com a desativação da estação em 1991, deu-se lugar à praça. Ocasionalmente, parques e circos se instalavam no espaço.
Dez anos depois, foi lançado um projeto de reforma da praça por Oscar Niemeyer (de quem Maria Aragão era amiga), com inauguração do Memorial Maria Aragão em 2004.
O Memorial, cuja forma se assemelha a uma pomba, abriga uma área de exposição, com um acervo em homenagem a Maria Aragão, além de auditório, loja, café e escritório administrativo. O edifício é marcado pelas linhas sinuosas, sem adoção de modulação, em cor branca, característicos da obra de Niemayer. 
O prédio de apoio é constituído por dois retângulos. O menor abriga bares, cozinha e banheiros, enquanto o maior é destinado ao uso público livre.
O anfiteatro possui um palco coberto por uma concha acústica e seus camarins estão localizados no subsolo. 

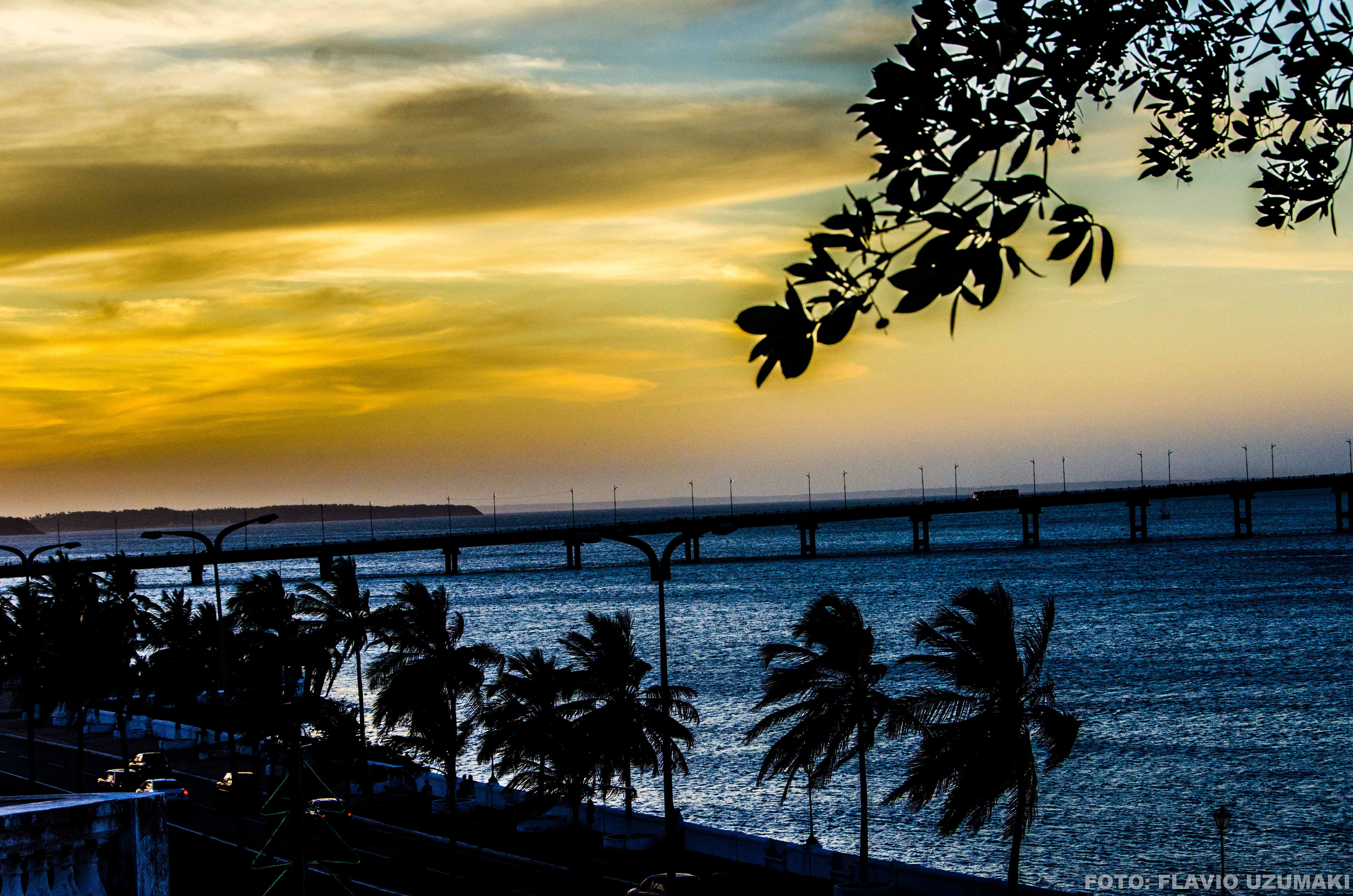
Visão do Avenida Beira-mar e do rio Anil, através da Praça Gonçalves Dias.

## Praça Maria Aragão
A Praça Maria Aragão é um dos maiores espaços públicos abertos da cidade, comportando mais de 15.000 pessoas. Abriga um busto em homenagem a Maria Aragão. Localizada na Avenida Beira-Mar, às margens do rio Anil. O espaço recebe diversos shows e espetáculos durante todo o ano. O Arraial da Praça Maria Aragão, realizado no mês de junho, é um dos locais onde são celebradas as festas de São João da cidade.
Acima da praça, estão localizadas a Praça Gonçalves Dias e a Igreja dos Remédios, acessíveis por meio de escadarias. O local permite uma visão privilegiada da cidade.